# Busto Garolfo
Busto Garolfo település Olaszországban, Lombardia régióban, Milánó megyében. Lakosainak száma 14 003 fő (2023. január 1.). Busto Garolfo Arconate, Canegrate, Casorezzo, Dairago, Inveruno, Parabiago, San Giorgio su Legnano és Villa Cortese községekkel határos.

## Népesség
A település népességének változása:
| Lakosok száma | 13 727 | 13 850 | 13 851 | 14 003 |
|               | 2013   | 2017   | 2018   | 2023   |